# SD Compostela
SD Compostela španjolski je nogometni klub iz grada Santiago de Compostela. Osnovan je 26. lipnja 1962. godine. Klub se u sezoni 2020./21. natječe u Segundi División B, trećem rangu nogometa u Španjolskoj.

## Vanjske poveznice
- Službena web stranica
- Profil na web-stranici Futbolme
- Klupski blog